# Роде, Карстен
Карстен (или Кирстен) Роде (Karsten Rode, Carsten Rohde, Карстен — местная форма имени Кристиан, Христиан) — немец, подданный датского короля из области Дитмаршен, капер, промышлявший в Балтийском море, состоял на службе у Ивана Грозного. Родом из свободной крестьянской республики Дитмаршен.

## Биография
Первоначально известен как купец и капитан собственного судна, вёл торговлю с Любеком. Позже стал капером на службе у датского короля Фредерика II. Действовал против шведских купцов.
В это время шла Ливонская война, русские войска захватили Нарву, которая стала торговыми воротами России на Балтике. Первое время торговля развивалась вполне успешно, торговый оборот рос быстрыми темпами, но вскоре в войну вступили Швеция и Польша, которые с помощью своих каперов и флотов стали препятствовать русской торговле, перехватывая суда, идущие в подконтрольные Русскому царству порты.
Не имея собственного флота, русское правительство стало искать пути противодействия шведам и полякам на Балтике. В это время Роде перешел на службу к герцогу Магнусу, а фактически — под покровительство Ивана Грозного. В 1570 году в Аренсбурге на деньги Ивана Грозного он приобрёл пинк, вооружив его тремя литыми чугунными пушками, десятью барсами (менее мощные орудия), восемью пищалями и двумя боевыми кирками для пролома бортов. Было нанято 35 человек команды.
В марте 1570 года Иван Грозный выдал Карстену Роде охранную грамоту, в которой в частности, говорилось «…силой врагов взять, а корабли их огнём и мечом сыскать, зацеплять и истреблять согласно нашего величества грамоты… А нашим воеводам и приказным людям того атамана Карстена Роде и его скиперов, товарищей и помощников в наших пристанищах на море и на земле в береженье и в чести держать». Согласно договору, Роде должен был продавать захваченные товары в русских портах, поставлять в Нарву для нужд России каждый третий захваченный корабль и по лучшей пушке с двух остальных кораблей, десятую часть от всей захваченной добычи. Пленных, которых можно было обменять или получить за них выкуп, он также обязался «сдавать в портах дьякам и иным приказным людям». Экипаж капера права на добычу не имел, а получал жалование в размере шести талеров в месяц.
В июне 1570 года корабль Роде вышел в море. Возле острова Борнхольм они взяли на абордаж шведский одномачтовый буер, шедший с грузом соли и сельди. Продав груз на Борнхольме, Роде вновь выходит в море, имея в составе своей флотилии уже два судна. В результате восьмидневного рейда пинк захватил ещё один буер с грузом ржи и дубовых досок, а буэр под командой самого Рода захватил шведский военный флейт водоизмещением 160 тонн. 

В июле 1570 года Роде, командуя эскадрой из трех судов, оснащённых 33 пушками, напал на ганзейскую купеческую флотилию из пяти судов, шедшую с грузом ржи из Данцига в порты Голландии и Фрисландии. Только одному пинку удалось уйти.
В течение двух месяцев Роде удалось захватить ещё 13 кораблей. В сентябре 1570 года под командованием капера находилась эскадра, состоявшая из шести вооруженных судов с полностью укомплектованными экипажами. Команды кораблей Роде пополнял как датчанами (например, известный корсар-норвежец Ханс Дитрихсен), так и архангельскими поморами, стрельцами и пушкарями Пушкарского приказа. Несмотря на то, что базой Роде были определены Нарва и Ивангород, его эскадра чаще всего останавливалась в Ревеле, на островах Моонзундского архипелага, Борнхольме или Копенгагене под покровительством датского короля, союзника Ивана Грозного. В течение нескольких месяцев Роде захватил 22 судна общей стоимостью вместе с грузами в полмиллиона ефимков серебром. Между тем, Роде не спешил выполнять условия договора с Иваном Грозным и большую часть добычи и трофеев продавал на Борнхольме и в Копенгагене. Активность эскадры Роде была настолько высока и приносила такой вред польским и шведским купцам, что Швеция и Польша посылали специальные эскадры для поиска и поимки Роде, но успеха не имели.
Однако в сентябре 1570 года начались датско-шведские переговоры об окончании войны. В результате Роде оказался не нужен одному из своих покровителей — королю Фредерику II. Кроме того, деятельность эскадры значительно ухудшила торговую активность в Балтийском море, снизив доходы датской казны от взимания пошлины за проход судов через пролив Зунд. В октябре 1570 года в Копенгагене под предлогом нападения на датские суда Роде был арестован, команды разогнаны, а корабли и имущество отобраны в казну.
Роде содержался в замке Галль. Любые отношения с внешним миром для Карстена Роде были запрещены, но содержали его «с почетом»: поселили в приличной комнате замка, хорошо кормили. Иван Грозный предлагал отправить Роде к нему, чтобы «о всем здесь с него сыскав, о том тебе после отписал бы», но ответа не получил. Летом 1573 года Фредерик II лично посетил замок Галль и распорядился перевести Роде в Копенгаген. В 1576 году Иван Грозный вновь писал датскому королю: «Лет пять или более послали мы на море Карстена Роде на кораблях с воинскими людьми для разбойников, которые разбивали из Гданска на море наших гостей. И тот Карстен Роде на море тех разбойников громил… 22 корабля поимал, да и приехал к Борнгольму, и тут его съехали свейского короля люди. И те корабли, которые он поймал, да и наши корабли у него поймали, а цена тем кораблям и товару пятьсот тысяч ефимков. И тот Карстен Роде, надеясь на наше с Фредериком согласие, от свейских людей убежал в Копногов. И Фредерик-король велел его, поймав, посадить в тюрьму. И мы тому весьма поудивилися…».
О дальнейшей судьбе Карстена Роде нет никаких сведений.

## Образ в художественной литературе
Карстен Роде выведен как положительный герой в историческом романе Константина Бадигина «Корсары Ивана Грозного» (первое издание — 1973 год).
Виталий Гладкий «Подвеска пирата» — главный герой, служит сначала капером на русской службе, в конце-концов становится одним из пиратов Дрейка.
Под именем Керстена Роде встречается в романе Валентина Костылева «Иван Грозный».